# 1900 en rugby à XV
Les faits marquants de l'année 1900 en rugby à XV

## Principales compétitions
- Championnat de France (du ????  1899 au 22 avril 1900)
- Jeux olympiques (du 14 au 28 octobre 1900)
- Tournoi britannique de rugby à XV (du 6 janvier au 17 mars 1900)

## Événements

### Mars
- 17 mars : le pays de Galles termine premier du Tournoi britannique de rugby à XV 1900 en remportant trois victoires et la triple couronne par la même occasion. C'est le premier âge d'or du pays de Galles qui gagne sept fois le Tournoi en douze éditions.

### Avril
- 5 avril : création du North Sydney à la suite de la fusion entre les deux clubs des Pirates et des Wallaroos.

- 22 avril :  :
  - à Lyon, au terme d'une rencontre interrégionale, le Racing club de France, champion de Paris, bat le Football Club de Lyon, champion du Sud-Est, par 30 points à 6 (8 essais, 3 transformations contre 2 essais).
  - rugby à XV : à Levallois, dans la banlieue parisienne, en finale du Championnat de France, le Racing club de France bat, par 38 points à 3, le Stade Bordelais UC, privé de ses meilleurs éléments qui n'ont pas effectué le déplacement.
  - le Racing club de France remporte le Championnat de France en battant 37 à 3 le Stade bordelais en finale.

## Principales naissances
- 16 février :  William Collis (° 27 mai 1975)